# 42號傳奇
《42號傳奇》是一部2013年上映的美國電影 由布萊恩·海格蘭執導兼編劇，查德維克·博斯曼、哈里遜·福特主演。

## 情節
1945年，體育作家溫德爾·史密斯建議布魯克林道奇隊老闆布蘭奇·瑞基簽下傑基·羅賓森，將他做為瑞基正在尋找的道奇隊的黑人球員。羅賓森和他在堪薩斯城君主隊時的隊員們在加油站停留，當加油員禁止羅賓森進入洗手間時，羅賓森表示會換地方加油，後來加油員讓步了。瑞基對羅賓森提出一份每月600美金的合約和3500美金的簽約金，並告知他必須控制他的脾氣，以處理他將會遇到的各種困難，而羅賓森也答應了。之後羅賓森透過電話向女友瑞秋求婚成功。
春季訓練期間，羅賓森進入蒙特婁皇家，在那裡度過一個賽季，之後羅賓森進入道奇隊。許多道奇隊球員聯署請願，表示拒絕和羅賓森一起打球，但總教練里歐·德羅許爾堅持羅賓森必須留下，那些球員只好讓步。後來德羅許爾因為個人行為而遭大聯盟執行長哈皮·錢德勒停職，於是伯特·肖頓接下管理球隊的工作，而羅賓森也穿上道奇隊42號球衣。
在和費城費城人的比賽中，費城隊總教練查普曼不斷嘲諷羅賓森，讓羅賓森回到休息區後憤而砸斷自己的球棒。在瑞基鼓勵下，羅賓森重回球場並敲出一支安打，盜壘至二壘後，因傳接球失誤而上三壘，並滑壘得分。查普曼對羅賓森的行為導致了費城費城人隊的負面新聞，該隊總經理賀伯·潘奈克命令他在兩隊下次比賽前與羅賓森合影，並讓這張照片登上報紙和雜誌。
不久之後，羅賓森的隊友皮·維·瑞斯開始體會到羅賓森面臨的歧視與壓力，他站出來公開支持羅賓森。面對辛辛那堤克洛斯利球場廣大球迷的敵意，瑞斯摟住羅賓森的肩膀，讓群眾停止了嘲諷與噓聲。在對聖路易紅雀的比賽中，羅賓森防守一壘，伊諾斯·史勞特在跑壘時「不小心」踢羅賓森的腿。之後羅賓森對上匹茲堡海盜的投手弗里茨·奧斯特穆勒，敲出一記全壘打，幫助道奇隊打進世界大賽。
影片尾聲的文字顯示了羅賓森和他的隊友未來的發展。

## 演員表
- 查德維克·博斯曼 飾 傑基·羅賓森（Jackie Robinson）
- 哈里遜·福特 飾 布蘭奇·瑞基（英语：Branch Rickey）
- 妮可·貝海爾（英语：Nicole Beharie） 飾 Rachel Isum Robinson（英语：Rachel Isum Robinson）
- 安德烈·荷蘭 飾 Wendell Smith（英语：Wendell Smith）
- 盧卡斯·布萊克 飾 皮·維·瑞斯（Pee Wee Reese）
- 漢米許·林克萊特 飾 Ralph Branca（英语：Ralph Branca）
- 瑞恩·莫里曼 飾 迪克西·沃克（Dixie Walker）
- 傑西·路肯（英语：Jesse Luken） 飾 Eddie Stanky（英语：Eddie Stanky）
- 阿蘭·圖代克 飾 班·查普曼（Ben Chapman）
- 克里斯托弗·米洛尼 飾 里歐·德羅許爾 （Leo Durocher）
- 布拉德·比耶爾 飾 Kirby Higbe（英语：Kirby Higbe）
- 彼得·馬肯其（英语：Peter Mackenzie） 飾 哈皮·錢德勒（Happy Chandler）
- 杜桑·布朗（英语：Dusan Brown） 飾 Ed Charlies（英语：Ed Charles）

## 反響

### 專業評價
爛番茄網站上對這部電影的好評度為79%，在178條專業評論中，140條專業評論贊同，34條專業評論反對，平均分為6.8/10，觀眾的評價則是86%，獲得全方面的讚譽。

## 外部連結
- 開眼電影網上《傳奇42號》的資料（繁體中文）
- 豆瓣电影上《42号传奇》的資料 （简体中文）
- 时光网上《42号传奇》的資料（简体中文）
- AllMovie上《42號傳奇》的资料（英文）
- 爛番茄上《42號傳奇》的資料（英文）
- Box Office Mojo上《42號傳奇》的資料（英文）
- Metacritic上《42號傳奇》的資料（英文）
- 互联网电影数据库（IMDb）上《42號傳奇》的资料（英文）